# Дончо Дончев (писател)
Вижте пояснителната страница за други личности с името Дончо Дончев.
Дончо Семов Дончев е български писател, журналист и офицер (полковник).
Роден на 23 август 1925 г. в село Микре, Ловешка област.
Завършва школа за запасни офицери, военен картографски курс, Военнополитическата академия през 1952 г. и висш офицерски курс по Гражданска отбрана в Москва през 1975 г.
Редактор е на седмичен военен вестник (1957 – 1959), кореспондент на в. „Народна армия“ (1959 – 1969, 1971 – 1973), главен редактор на сп. „Гражданска отбрана“ (1973 – 1983) и редактор на сп. „Родознание“ (1990 – 1994).

## Произведения
- Братя по оръжие. С., 1958 (очерци);[3]
- Изкуството на командуваш. С., 1970 (автор и съставител);
- Златни правила. С., 1971 (очерк за кап. Иван Иванов);[4]
- Героите са около нас. С., 1972 (очерци);[5]
- Поле на честта. С., 1972;[6]
- Страници от зона „Мълчание“. С., 1992 (за четата на Георги Попов);
- Историческа памет за род и роден край. С., 2000, т. I ISBN 954-445-727-5;[7]
- Микренските ботевци. С., 2000, (като т. II от поредицата "Историческа памет…)[8]